# Lancelot-Graal (BNF, Fr.113-116)

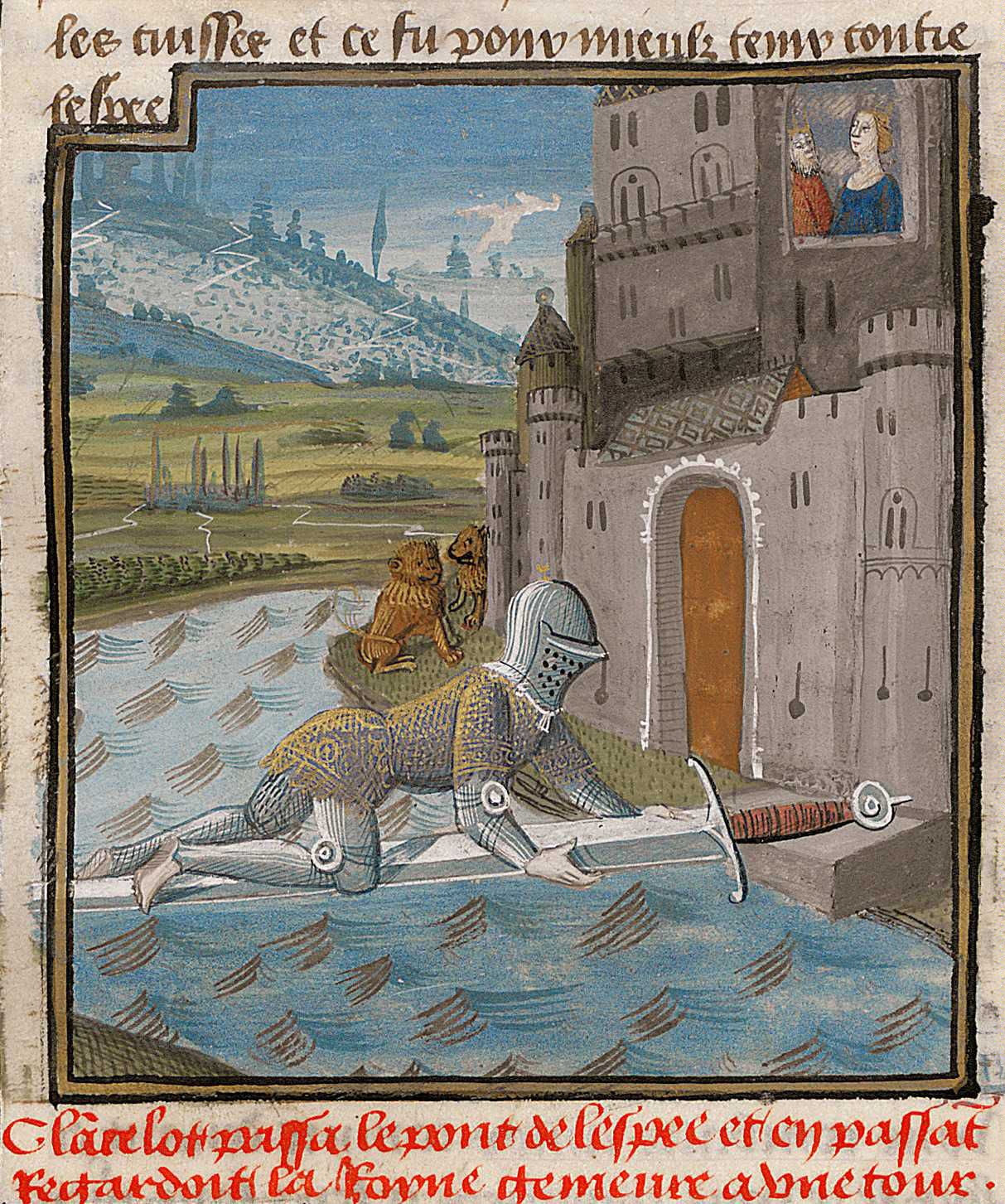
Lancelot passant le pont de l'Épée : Lancelot doit traverser un pont formé d'une épée, se blessant aux mains et aux pieds, pour délivrer sa bien-aimée la reine Guenièvre. f.367v, Fr.115

Le Lancelot Graal de la Bibliothèque nationale de France Fr.113-116 est un ensemble de quatre manuscrits enluminés commandés par Jacques d'Armagnac, duc de Nemours et exécuté par l'atelier d'Évrard d'Espinques vers 1475. Ils contiennent le cycle du Lancelot-Graal et constituent un des exemples les plus complets de textes arthuriens en prose enluminés avec 209 miniatures.

## Historique du manuscrit

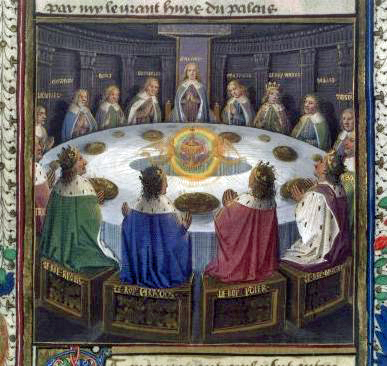
Chevaliers de la Table Ronde et Saint Graal. Peinture du XVe siècle.

Le manuscrit est commandé entre 1470 et 1475 par Jacques d'Armagnac, duc de Nemours. Il est copié par un scribe du nom de Gilles Gassien ou Gracien et les miniatures réalisées par Évrard d'Espinques, alors installé par lui dans un atelier proche de son château d'Ahun, dans l'actuel département de la Creuse. Le duc possède alors une autre version du cycle arthurien en prose commandé par Jean Ier de Berry dans les années 1405-1407 (BNF Fr.117-120). Cependant, il en fait réaliser un texte différent ainsi qu'un changement dans le programme iconographique beaucoup plus proche de l'histoire. Il a fait réaliser par ailleurs une autre compilation arthurienne (BNF Fr.112) et un Tristan en prose (BNF, Fr.99) enluminés tous deux par le même atelier d'Évrard d'Espinque.
En révolte contre le roi de France Louis XI, Jacques d'Armagnac est exécuté à Paris  en 1477 et sa bibliothèque dispersée. Le manuscrit est saisi par Pierre de Beaujeu et ses armes sont repeintes sur celles de Jacques d'Armagnac. Après la mort de ce dernier en 1503, le manuscrit passe peut-être en possession de sa petite-nièce, Suzanne de Bourbon, comtesse de Ligny-Roussillon (1466-1531) et fille de son demi-frère légitimé, Louis de Bourbon (mort vers 1485 ou 1487). Jean de Chabannes, comte de Dammartin (1462-1503) se marie en secondes noces avec Suzanne. Il est inscrit au folio 735 que Jean de Chabannes fait don le 13 juin 1496 du manuscrit à son gendre Jacques de Coligny, seigneur de Châtillon-sur-Loing (mort en 1512), marié à sa fille Anne (1480-1501), née de son premier mariage. Il entre finalement à la fin du XVIe siècle dans la bibliothèque du roi.

## Description du manuscrit
Le manuscrit contient le cycle des romans arthuriens en prose appelé Lancelot-Graal : 
- le Fr.113 contient l'Estoire del saint Graal (f.1-116v avec 25 miniatures) suivi du Roman de Merlin (f.117-150v, 1 miniature), puis le début du Roman de Lancelot en prose (f.151-205).
- les Fr.114-115 contiennent la suite du Roman en prose de Lancelot (f.205-354 et f.355-576)
- le Fr.116 contient la toute fin du Roman en prose (f.577-606, 126 miniatures au total), la Queste del saint Graal (f607-677, 29 + 5 miniatures) et enfin la Mort d'Arthu (f.678-735, 24 miniatures)